# Арроде
Арроде́ (фр. Arrodets, окс. Eths Arrodèths) — коммуна во Франции, находится в регионе Юг — Пиренеи. Департамент — Верхние Пиренеи. Входит в состав кантона Барт-де-Нест. Округ коммуны — Баньер-де-Бигор.
Код INSEE коммуны — 65034.

## География

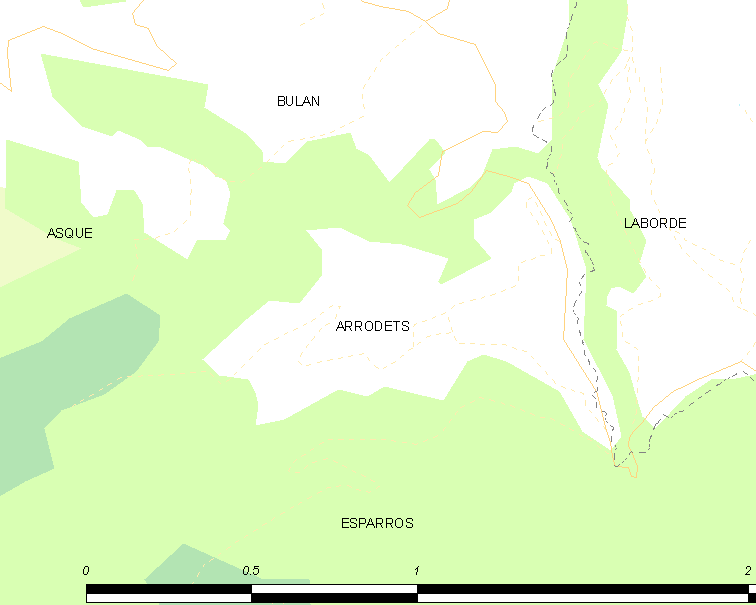
Карта коммуны

Коммуна расположена приблизительно в 670 км к югу от Парижа, в 115 км юго-западнее Тулузы, в 29 км к юго-востоку от Тарба.
На севере коммуны протекает река Аррос.

## Климат
Климат умеренно-океанический с солнечной тёплой погодой и обильными осадками на протяжении практически всего года.

## Население
Население коммуны на 2010 год составляло 25 человек.
| 1962 | 1968 | 1975 | 1982 | 1990 | 1999 | 2010 |
| ---- | ---- | ---- | ---- | ---- | ---- | ---- |
| 54   | 46   | 40   | 36   | 29   | 19   | 25   |

## Администрация
| Период | Период | Фамилия       | Партия | Примечания |
| ------ | ------ | ------------- | ------ | ---------- |
| 2001   | 2008   | Франсуа Вьо   |        |            |
| 2008   | 2014   | Анн-Мари Блан |        |            |
| 2014   | 2020   | Даниэль Лербе |        |            |

## Экономика
В 2010 году среди 16 человек трудоспособного возраста (15-64 лет) 14 были экономически активными, 2 — неактивными (показатель активности — 87,5 %, в 1999 году было 63,6 %). Из 14 активных жителей работали 14 человек (9 мужчин и 5 женщин), безработных не было. Среди 2 неактивных 0 человек были учениками или студентами, 2 — пенсионерами, 0 были неактивными по другим причинам.